# چومبی (بازیکن فوتبال)
چومبی (انگلیسی: Chumbi؛ زادهٔ ۵ مهٔ ۱۹۸۹) بازیکن فوتبال اهل اسپانیا است.
از باشگاه‌هایی که در آن بازی کرده‌است می‌توان به باشگاه فوتبال رئال مورسیا، باشگاه فوتبال اتلتیکو مادرید، باشگاه فوتبال آلباسته بالومپیه، و باشگاه فوتبال آلمریا اشاره کرد.